# Saint-Laurent-des-Mortiers
Saint-Laurent-des-Mortiers is een plaats en voormalige gemeente in het Franse departement Mayenne in de regio Pays de la Loire en telt 188 inwoners (1999). De plaats maakt deel uit van het arrondissement Château-Gontier.

## Geschiedenis
Saint-Laurent-des-Mortiers is op 1 januari 2019 gefuseerd met de gemeenten Argenton-Notre-Dame, Bierné en Saint-Michel-de-Feins tot de gemeente Bierné-les-Villages. 

## Geografie
De oppervlakte van Saint-Laurent-des-Mortiers bedraagt 10,2 km², de bevolkingsdichtheid is 18,4 inwoners per km².
De onderstaande kaart toont de ligging van Saint-Laurent-des-Mortiers met de belangrijkste infrastructuur en aangrenzende gemeenten.

## Demografie
Onderstaande figuur toont het verloop van het inwonertal (bron: INSEE-tellingen).

Argenton-Notre-Dame · Bierné · Saint-Laurent-des-Mortiers · Saint-Michel-de-Feins